# Groombridge Place
Groombridge Place est un manoir britannique entouré de douves situé dans le village de Groombridge, dans le Kent, en Angleterre. Il constitue aujourd'hui une attraction touristique, connue pour ses jardins à la française et ses vignobles. Le manoir a aussi une maison douairière associée. 

## Histoire
Il y avait des manoirs sur le site de l'actuel Groombridge depuis des siècles. La première mention de l'un d'entre eux remonte à 1239, lorsque la seigneurie de Groomsbridge fut accordé à William Russell. William et sa femme Haweis font bâtir un petit château entouré de douves à Groombridge, et plus tard cette année, se voient accorder par une charte d'Henri III la permission de construire une chapellenie. Quand William meurt en 1261, la seigneurie est accordée à Henry de Cobham, premier baron Cobham, héritier de l'influente famille du Kent, les de Cobham.
Au milieu du XIVe siècle, les terres étaient détenues par Sir John de Clinton, dont le petit-fils Lord Clinton et Saye, vend Groombridge à Thomas Waller de Lamberhurst aux environs de l'année 1400. Ici, son descendant Sir Richard Waller a détenu prisonnier Charles, duc d'Orléans, (à la suite de la bataille d'Azincourt) pendant de nombreuses années, jusqu'à ce qu'il soit emmené à la Tour de Londres,. Les Wallers furent les propriétaires de Groombridge Place pendant deux siècles jusqu'à ce qu'ils le vendent au XVIIe siècle.
En 1604, le domaine est acheté par Sir Thomas Sackville, premier comte de Dorset, Lord Trésorier d'Angleterre. Thomas a également construit un certain nombre de maisons dans la ville de Groombridge. En 1618, Richard Sackville, troisième comte de Dorset, doit vendre Groombridge à John Packer en raison de ses dettes de jeu. Packer était profondément religieux et a contribué à la construction de l'église St John à proximité. 

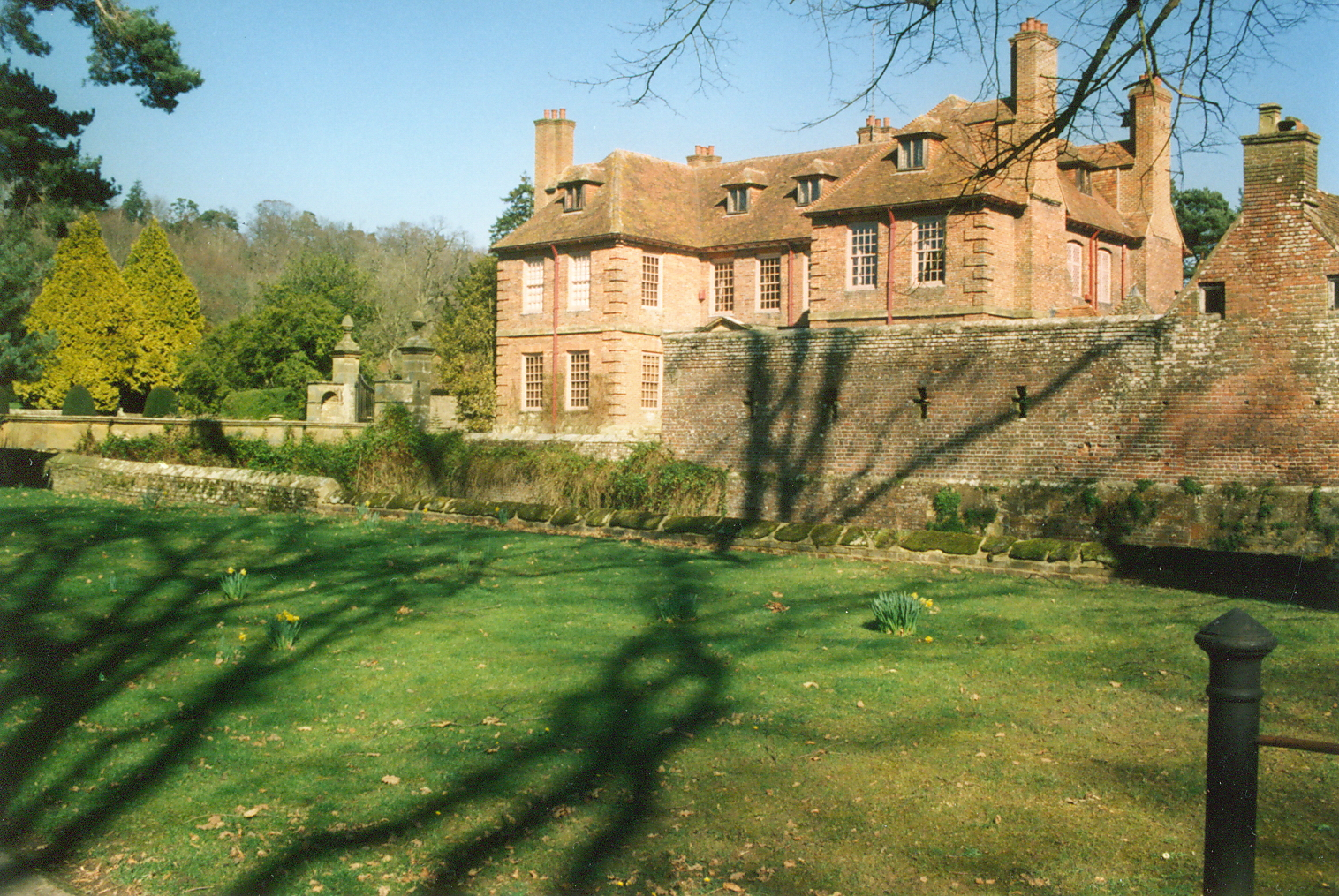
Vue sur la façade.

Une génération plus tard, le domaine appartient à l'avocat et architecte anglais Philip Packer, qui en 1662, construit la maison actuelle avec l'aide de son ami Christopher Wren. Philip Packer se marie avec l'héritière Isabella Berkeley, la fille de Robert Berkeley et Elizabeth Conyers, en 1652. Ce mariage ne résout pas les problèmes financiers de Packer. Isabella meurt à 32 ans. Après la mort de Philip en 1686, le domaine passe aux mains de la Chancellerie.
Groombridge Place reste vide pendant 20 ans. Pendant ces années, le tristement célèbre gang de Groombridge commence la contrebande : les dragons du roi ont été amenés à Groombridge plusieurs fois pour restaurer l'ordre. Une légende persistante remontant à cette époque raconte qu'un tunnel existait entre les caves de Groombridge Place et celles, voisines, de l'Auberge de la Couronne, bien qu'aucun tunnel de ce type n'est jamais été trouvé. 
Bien que Groombridge Place soit resté en grande partie intacte depuis sa construction il y a 350 ans, le manoir a bénéficié de restaurations. Dans les années 1920, l'électricité et des salles de bains ont été installées. En 1986, les charpentes et les cheminées ont été restaurées comme à l'origine, car la forte croissance du lierre les avaient endommagées. La maison elle-même est privée, et non ouverte au public, même si les jardins le sont.
Groombridge Place a servi, en 2004, de lieu de tournage pour le film Orgueil et préjugés de Joe Wright, adaptation du livre éponyme de Jane Austen. Le réalisateur a choisi ce lieu pour y situer Longbourn, la demeure de la famille Bennet. Meurtre dans un jardin anglais (1982) y fut également tourné par Peter Greenaway.

## Jardins

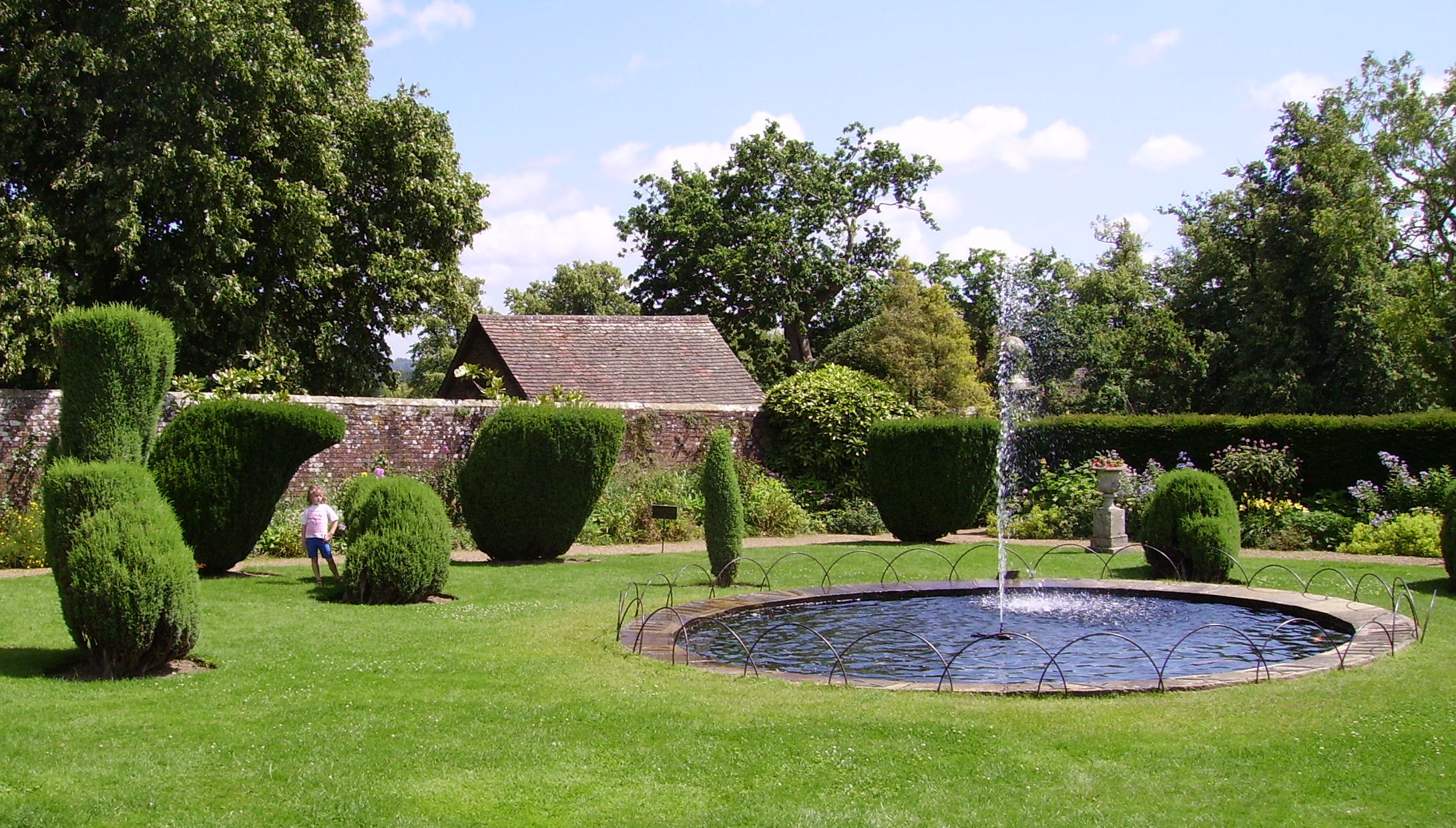
Le Jardin Ivre, le jardin préféré de Sir Arthur Conan Doyle

Un ami de Phillip Packer, John Evelyn, paysagiste et mémorialiste, l'aide à concevoir les jardins. On dit qu' Evelyn a planté deux pins sylvestres devant le pont des douves: il n'en reste qu'un seul aujourd’hui. 